# Flecha Valona 1958
La Flecha Valona 1958 se disputó el 26 de abril de 1958, y supuso la edición número 22 de la carrera. El ganador fue el belga Rik Van Steenbergen. El también belga Jozef Planckaert y el francés Pierre Everaert fueron segundo y tercero respectivamente.  

## Clasificación final
| Pos. | Ciclista            | Equipo              | Tiempo   |
| ---- | ------------------- | ------------------- | -------- |
| 1    | Rik Van Steenbergen | Elve-Peugeot-Marvan | 6h31'00" |
| 2    | Jozef Planckaert    | Carpano             | a 3"     |
| 3    | Pierre Everaert     | St.Raphael          | a 11"    |
| 4    | Alfred De Bruyne    | Carpano             | m.t.     |
| 5    | Willy Vannitsen     | Ghigi-Coppi         | m.t.     |
| 6    | Raymond Impanis     | Elve-Peugeot-Marvan | m.t.     |
| 7    | Ercole Baldini      | Legnano             | a 1'12"  |
| 8    | Maurice Meuleman    | -                   | a 1'15"  |
| 9    | Yvo Molenaers       | Ghigi-Coppi         | a 2'40"  |
| 10   | Charly Gaul         | Faema               | a 2'45"  |